# نیاوپالاکتا (لوکاناس)
نیاوپالاکتا (به اسپانیایی: Ñawpallaqta) یک محوطه باستانی در پرو است که در منطقه آیاکوچو واقع شده‌است.